# Monde malais
Une définition proposée pour « monde malais » est : « territoire dont les populations utilisent le malais comme langue de communication interethnique, aussi bien en tant que langue maternelle, secondaire, scolaire que nationale ».
Pays où le malais est utilisé :
| Pays      | Utilisation du malais |
| --------- | --- |
| Brunei    | Langue nationale |
| Indonésie | Langue nationale |
| Malaisie  | Langue nationale |
| Singapour | Langue nationale |

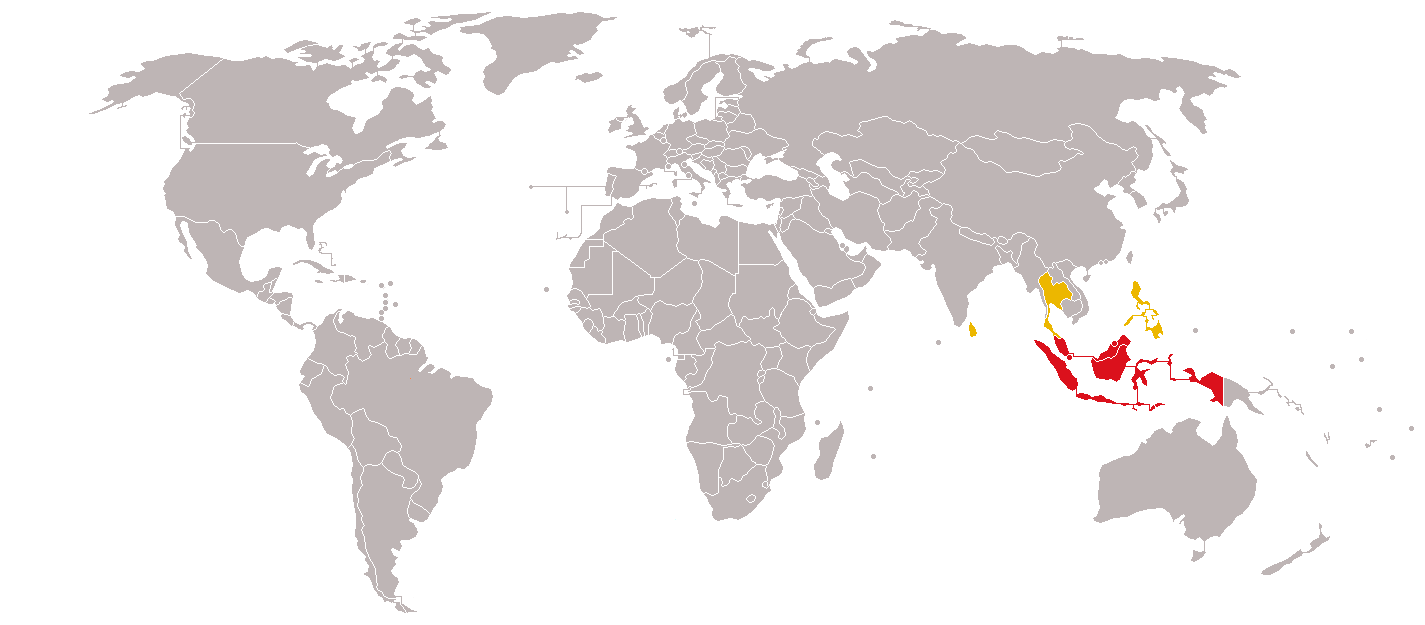
Le monde malais (en rouge) et sa sphère d'influence (en jaune saffran).

| Thaïlande | Langue « ethnique » dans les provinces de Narathiwat, Pattani et Yala où l'on parle le « malais de Pattani », aussi appelé yawi et similaire au malais de Kelantan en Malaisie. |

Le monde malais est donc une aire peuplée par quelque 270 millions d’habitants (en réalité, ce qu'on appelle « malais » est un groupe de langues, très proches les unes des autres).
Certains proposent d'inclure dans le monde malais la République du Timor oriental, où l'occupation indonésienne (1975-1999) a imposé la langue indonésienne, qui y est ainsi devenue une langue d'usage. L'avenir dira si les Timorais de l'Est acceptent cette extension de l'acception du terme.
Bien qu'on n'y parle pas malais, l'archipel de Sulu dans le sud des Philippines peut être inclus dans le monde malais. La langue tausug de Sulu contient de nombreux mots malais et même sanscrits, résultats de contacts avec le monde malais. En outre, à la fin du XVIIe et au début du XVIIIe siècle, des liens existaient entre les sultanats de Sulu et de Brunei. Brunei avait donné à Sulu un territoire dans le nord de Bornéo (l'est de l'actuel État de Sabah en Malaisie).  
Le Sri Lanka est parfois mis en relation avec le monde malais, en raison d'une certaine influence culturelle et historique de ce dernier. Une minorité ethnique originaire du monde malais, les Malais de Ceylan, y s'est établie entre le XVIIe siècle et le XXe siècle, et y a diffusé des éléments de culture malaise parmi les populations autochtones cinghalaise et tamoule (du vocabulaire d'emprunt notamment). Bien avant, au XIIIe siècle, peut être aussi remarqué l'occupation de l'île par le royaume malais de Tambralinga. 
Le malais de la péninsule est la langue officielle du sultanat de Brunei et de la Malaisie (où il a été officiellement renommé bahasa Malaysia ou « malaisien »). Il est une des quatre langues officielles de Singapour, aux côtés de l'anglais, du chinois mandarin et du tamoul (la devise des armoiries de la république est d'ailleurs « Majulah Singapura », « En avant Singapour »). Sous le nom d'« indonésien » (bahasa Indonesia), il est la langue officielle de l'Indonésie.
En Indonésie, le malais désigne plusieurs « langues régionales » (bahasa daerah), dont les locuteurs sont en gros les populations de la côte est de l'île de Sumatra et du littoral de Kalimantan, la partie indonésienne de l'île de Bornéo.
Il existe des formes de malais parlées par des populations qui ne sont pas malaises au sens « ethnique » du terme. C'est le cas notamment du betawi parlé par les Jakartanais « de souche », du « malais d'Ambon » (bahasa Melayu Ambon) des Moluques et du « malais de Menado » (bahasa Melayu Menado) de la province de Sulawesi du Nord dans l'île de Sulawesi.
À côté de ces différentes formes de malais, il existe des créoles malais.
La division du monde malais est la conséquence de la signature du traité de Londres de 1824 entre les Britanniques et les Néerlandais.